# Inszenierte Fotografie
Inszenierte Fotografie ist der strategische Aufbau der Bildaussage einer fotografischen Aufnahme mit dem Schwerpunkt auf Motiv und Gestaltung – vor oder während der Aufnahme. Durch die Inszenierung sollen Elemente des Bildinhaltes in einem definierten Zusammenhang dargestellt werden und bestimmte emotionale Reaktionen beim Betrachter geweckt werden.
Der technische Aufwand bei einer fotografischen Inszenierung ist oft sehr hoch, aber immer nur Mittel zum Zweck. Anders als beispielsweise bei der Kunstfotografie, Satellitenfotografie, Astrofotografie oder der Lomografie steht weder die verwendete Technik noch die technischen Parameter des Inhaltes im Vordergrund. Die Genauigkeit der Bildinhalte, auch im Zusammenhang mit der verwendeten Arbeitsweise, ist zweitrangig. Anders als bei der wissenschaftlichen Fotografie, der Chronofotografie oder der Dokumentarfotografie ist die Realitätsnähe sekundär – was zählt, ist die Bildaussage.
Das Gegenteil einer fotografischen Inszenierung ist der Schnappschuss.

## Grad der Beeinflussung
Inszenierte Fotografie unterscheidet sich nach dem Grad der Beeinflussung.
| Name & Grad                                              | Beeinflussung des Bildmotives                                                                                  | Beispielaktionen                                         | Typische Beispiele |
| -------------------------------------------------------- | --- | -------------------------------------------------------- | ------------------ |
| Passive Inszenierung (Geringster Inszenierungsgrad)      | Keine Änderung des Bildinhaltes. Nur Motivbetrachtung wird geändert.                                           | Betrachtungswinkel und Belichtungszeit ändern            |                    |
| Aktive Objekt-Inszenierung (Mittlerer Inszenierungsgrad) | Bildinhalt wird geändert. Alle geänderten Elemente sind passiv (Objekte).                                      | Personen und Gegenstände ändern, zusätzliche Beleuchtung |                    |
| Aktive Subjekt-Inszenierung (Höchster Inszenierungsgrad) | Bildinhalt wird geändert. Geänderte Elemente können interagieren (Subjekte). Diese Interaktion wird gesteuert. | Theatralische Gesten der Subjekte, „bitte lächeln“ usw.  |                    |

Der jeweils höhere Inszenierungsgrad kann Elemente geringerer Inszenierungen enthalten.

## Zweck

Mittel und Zweck in der inszenierten Fotografie

Abgesehen von finanziellen oder künstlerischen Absichten des Fotografen oder des Auftraggebers, dient die Inszenierte Fotografie einem der auf nebenstehender Abbildung gezeigten beiden Zwecke. Beispiele für den „natürlichen“ Zweck finden sich in der Portrait- und Lebensmittelfotografie. Ein reines „Kunst“produkt soll in der Modefotografie oder der Regenbogenpresse dargestellt werden.

## Nachbearbeitung
Die Strategie einer fotografischen Inszenierung bezieht auch die Planung der Nachbearbeitung mit ein. Dabei wird eine der folgenden Varianten favorisiert:
- Der komplette Verzicht auf technisch nicht notwendige Arbeiten. Durch die Veröffentlichung dieses Sachverhaltes erhält die Inszenierung den Charakter eines Unikates. Ein typisches Beispiel ist die Grossformatfotografie auf Polaroidmaterial.
- Techniken der Bildbearbeitung, die die Kernaussage der Inszenierung nicht ändern. Ein typisches Beispiel ist die Beautyretusche.
- Die Nacharbeit ist Teil der Strategie durch Arbeitstechniken wie der Bildmontage. Von Inszenierter Fotografie kann aber nur gesprochen werden, wenn die Aufnahmen unter diesem Gesichtspunkt gefertigt wurden. Ein typisches Beispiel ist die Werbefotografie für Automobile.

## Beispiele

### Passive Inszenierung

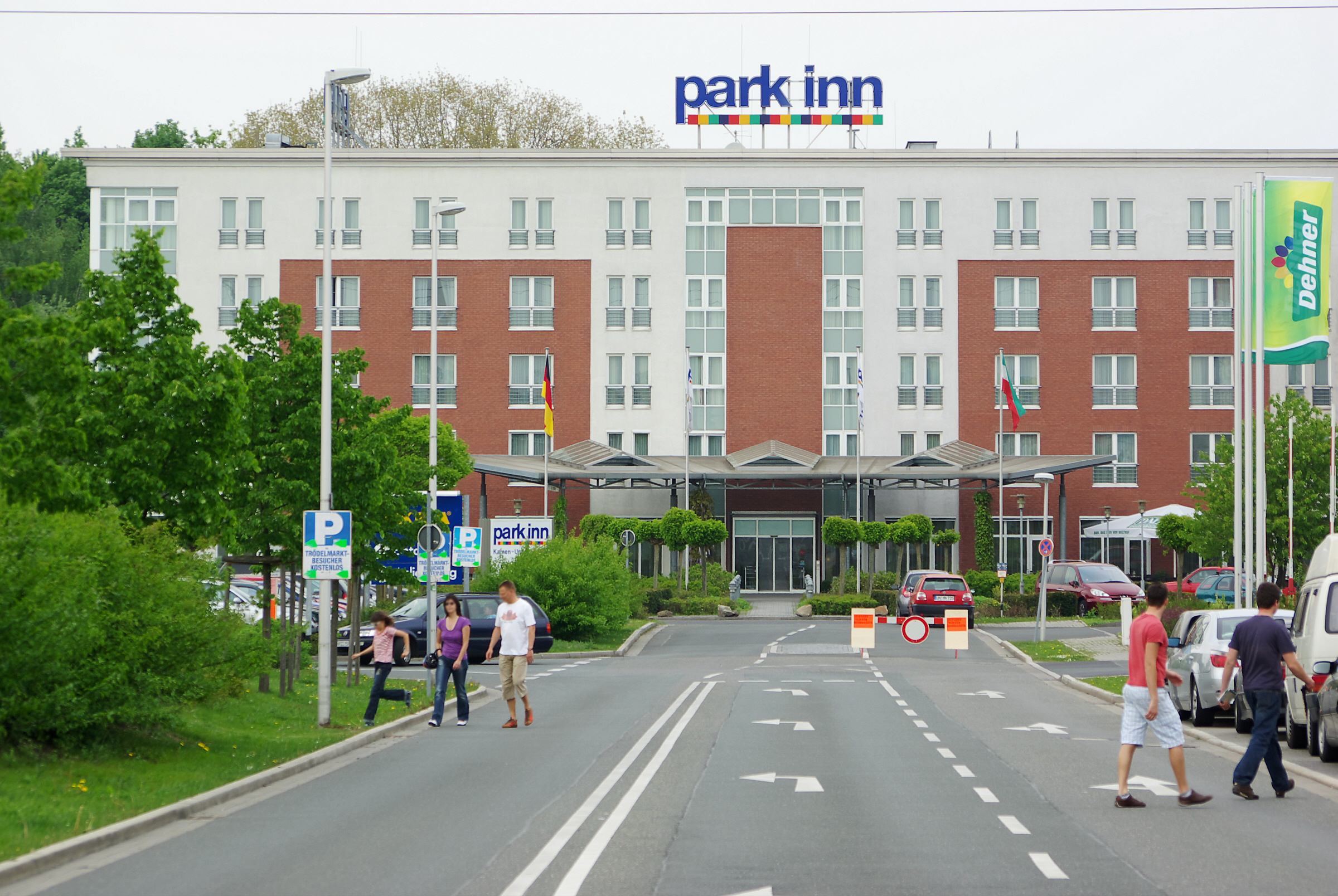
Ein Hotel mitten in einem Gewerbegebiet (Aufnahme mit Teleobjektiv aus weiter Entfernung). Bereits bei diesem Bildausschnitt sind viele Details der Umgebung nicht mehr zu sehen: Baumärkte, Möbelhaus, Hochspannungsleitungen, Trubel und viel Verkehr.
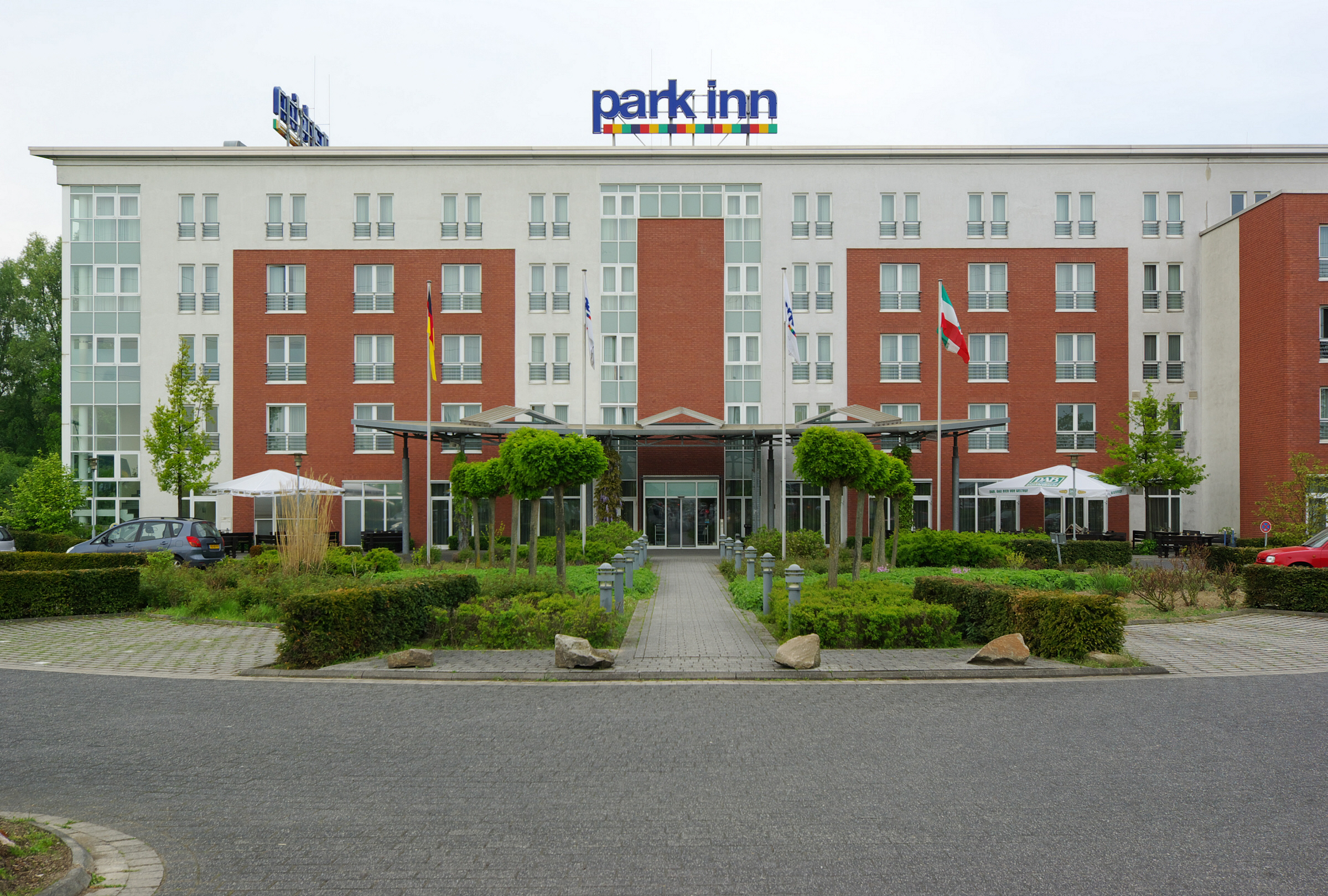
Mit einem näher am Gebäude gelegenen Aufnahmestandpunkt und geringerer Brennweite ist die Gewerbeumgebung ausgeblendet … und schon macht das Bild einen ruhigeren Eindruck.
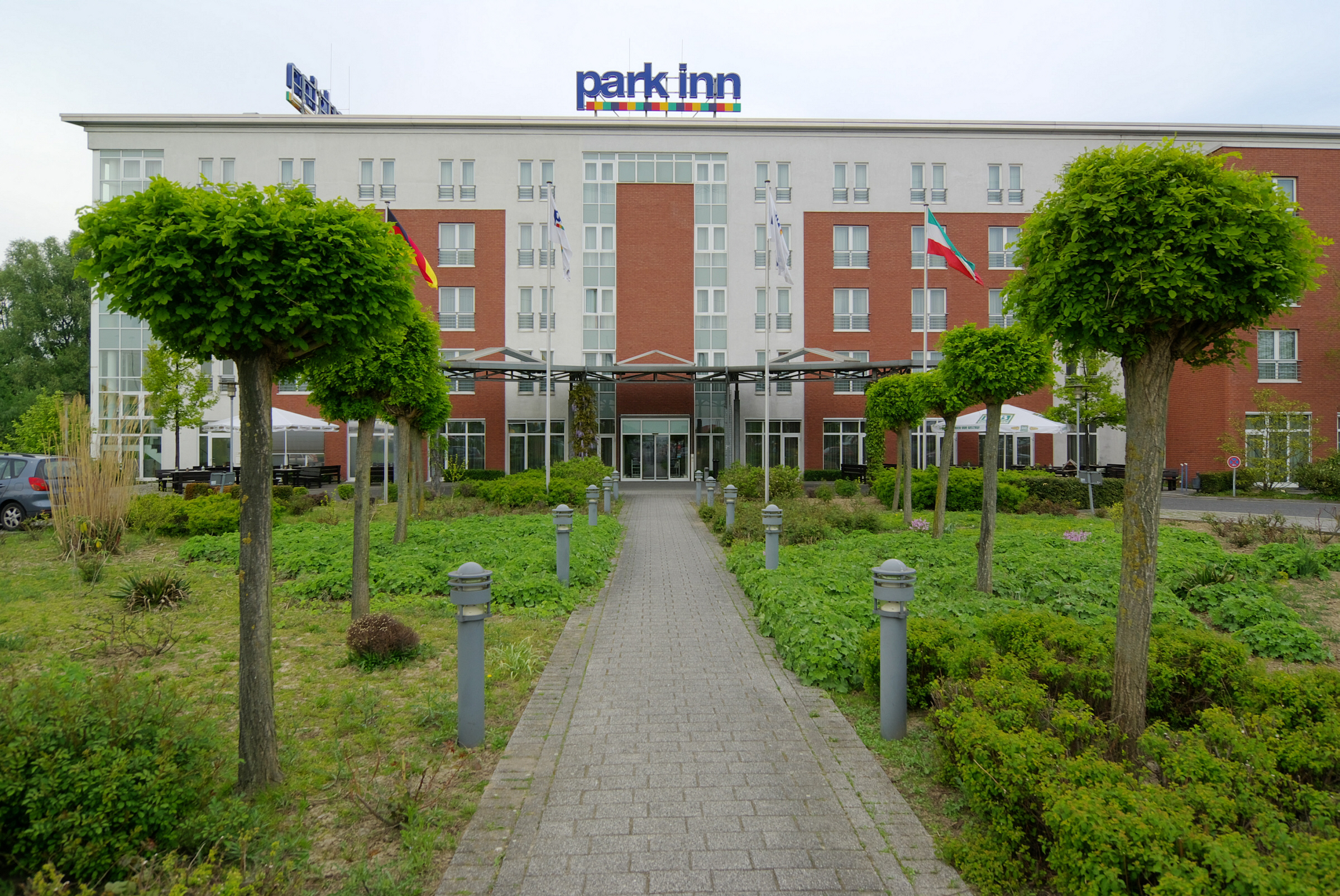
Von einem noch näher gelegenen Standort und mit Weitwinkelobjektiv fotografiert sieht die Szene fast aus wie in einem Park.

### Aktive Subjektinszenierung, Beispiel: Hitler

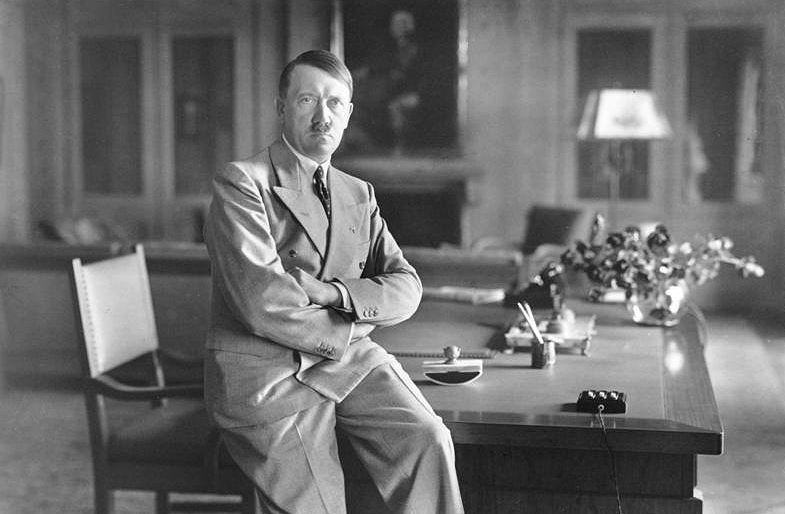

Ein typisches Beispiel bietet die NS-Propaganda während der Nazidiktatur. Bilder wurden sehr sorgfältig arrangiert, um gewünschte Emotionen hervorzurufen. Da Hitler auf vielen Fotos etwas „mürrisch“ aussieht, sollte das Bild so arrangiert werden, dass trotzdem ein angenehmer Gesamteindruck entsteht. Im nebenstehenden Beispiel wurde ein leichtes Teleobjektiv verwendet, was die Hauptperson im goldenen Schnitt scharf erscheinen lässt, die Umgebung wird leicht unscharf, bleibt aber erkennbar. Die beiden Lichtpunkte Lampe und Stuhllehne bilden eine Diagonale, was Tiefe im Bild erzeugt. Gegenstände auf dem Tisch sind aufgelockert angeordnet, die Pflanze schafft eine angenehme Atmosphäre, die in damaligen Arbeitszimmern eher selten anzutreffen war. Hitler sitzt locker auf dem Tisch, eine eher ungewöhnliche Inszenierung, die auch Lockerheit darstellen soll. Der „olle Fritz“ im Hintergrund ist auch sicher nicht zufällig im Bild enthalten. Starkes seitliches Streiflicht von rechts schafft Prägnanz, was bis heute gern bei männlichen Porträts eingesetzt wird. Aufhellung durch Scheinwerfer von oben rechts sowie links verhindern zu starke Schlagschatten.

### Aktive Subjektinszenierung, Beispiel: Lenin
Von Lenin existieren zwei Bilder, die gern als Beispiele für politisch motivierte Fotomanipulation benutzt werden. Während im ersten Bild Leo Trotzki, ein Freund und Gefährte von Lenin, noch zu sehen ist, wurde er durch das Einfügen einer zusätzlichen Bretterwand später entfernt, denn nach dem Tod Lenins fiel Trotzki unter Stalin in Ungnade.
Auch wenn die Qualität der Aufnahmen vergleichsweise schlecht ist, erkennt man eine Inszenierung. Der Fotograf Grigori Petrowitsch Goldstein stand deutlich über den anderen Demonstranten auf einem Hügel. Lenin bildet eine Diagonale, die einzige neben der roten Fahne im Bild – und wird dadurch noch bildbestimmender. Die Aufnahmehöhe beim zweiten Bild wurde so gewählt, dass die Oberkante der Bretterwand eine Linie mit der Oberkante der Menschenmenge bildet, dadurch hebt sich Lenin schon optisch und durch Helligkeitskontrast von der Masse ab. Dies entsprach eher der gewünschten Wirkung als beim ersten Bild, wo Lenins Kopf keinen so starken Kontrast zum Gebäude im Hintergrund bildet und die genannte Linie nicht existiert.
Die asymmetrische Bildgestaltung (Lenin schaut nach links, der größere Bildausschnitt ist rechts) widerspricht auf den ersten Blick Grundregeln der Bildgestaltung, ist aber offenbar doch bewusst so gestaltet. Durch die „Leserichtung“ von links nach rechts wird der Betrachter an einer zu frühen Stelle abgelenkt und zum Wichtigsten geführt. Diese Disharmonie bewirkt, dass das Auge nicht linear das Bild betrachtet, sondern das Bild Stück für Stück analysiert, was die Aufmerksamkeit auf Einzelheiten erhöht.
Während Trotzki noch erhöht zur Menge der Demonstranten steht und sich damit von der Masse abhebt und Bestandteil des Hauptmotivs wird, ist Lenin im zweiten Bild deutlich abgesetzt von der Menschenmenge, was ihn als Revolutionsführer besser isoliert. Die Fälschung hat nicht nur den unliebsamen Trotzki entfernt, sondern auch Lenin besser in Szene gesetzt.

### Weitere

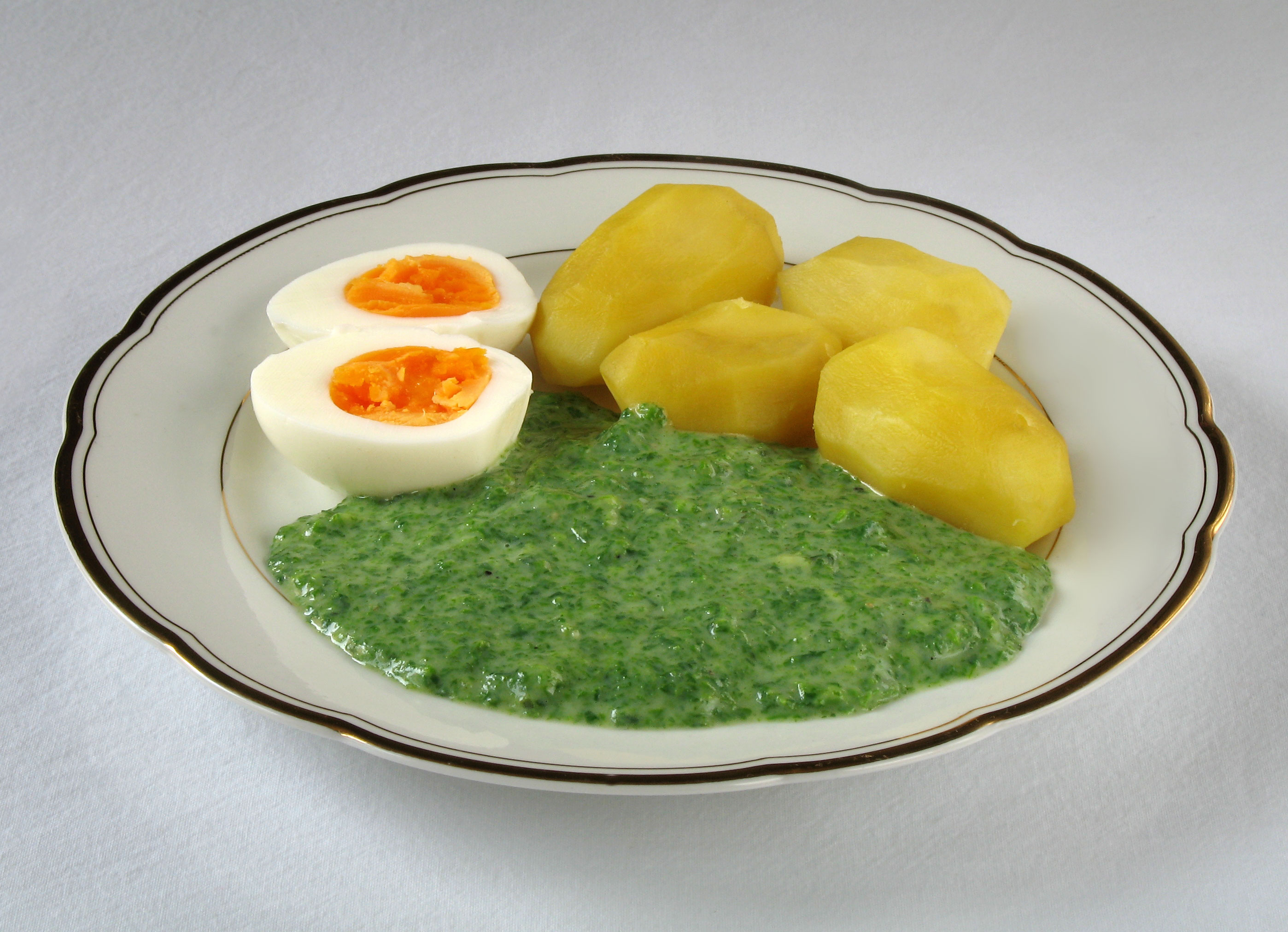
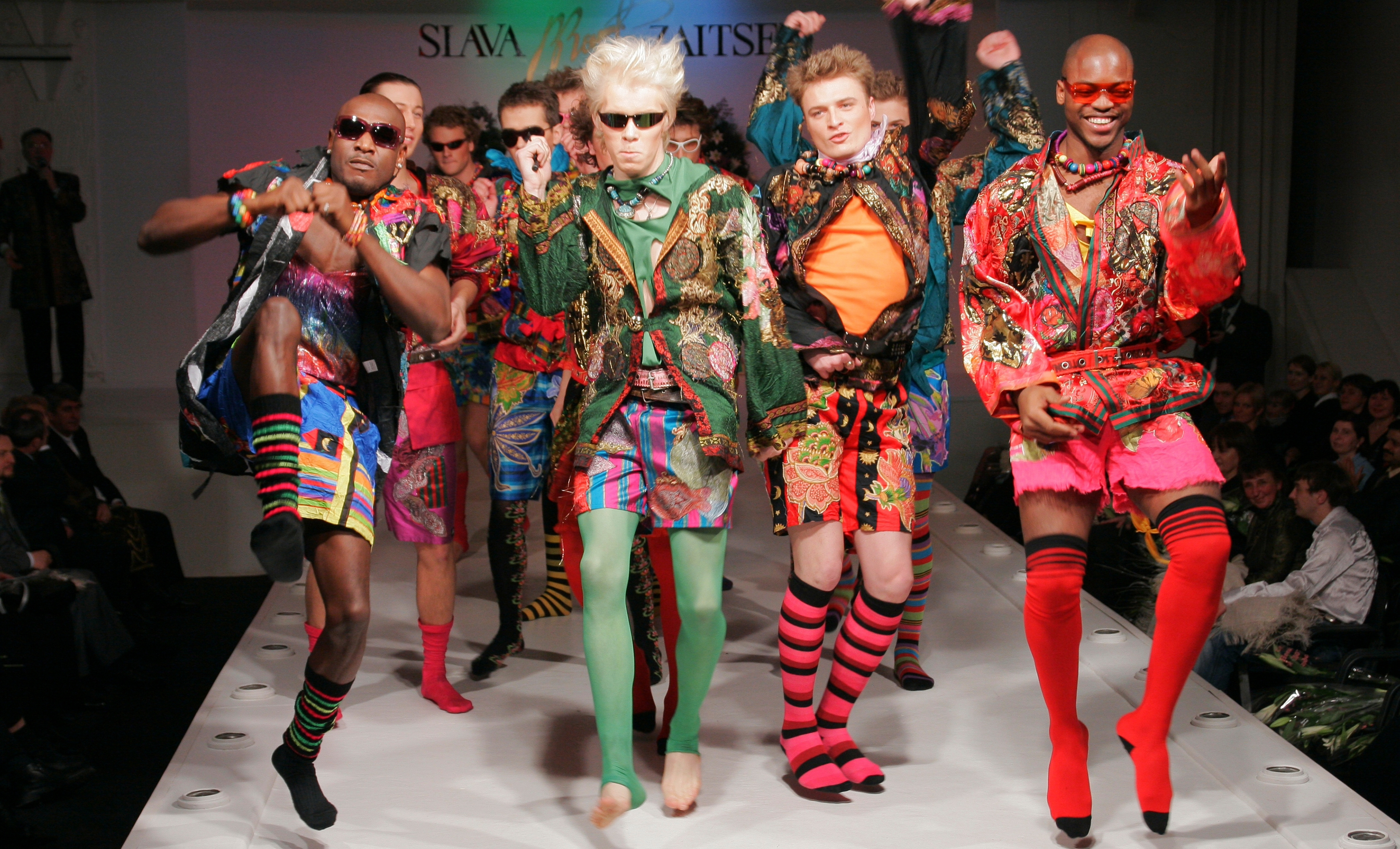
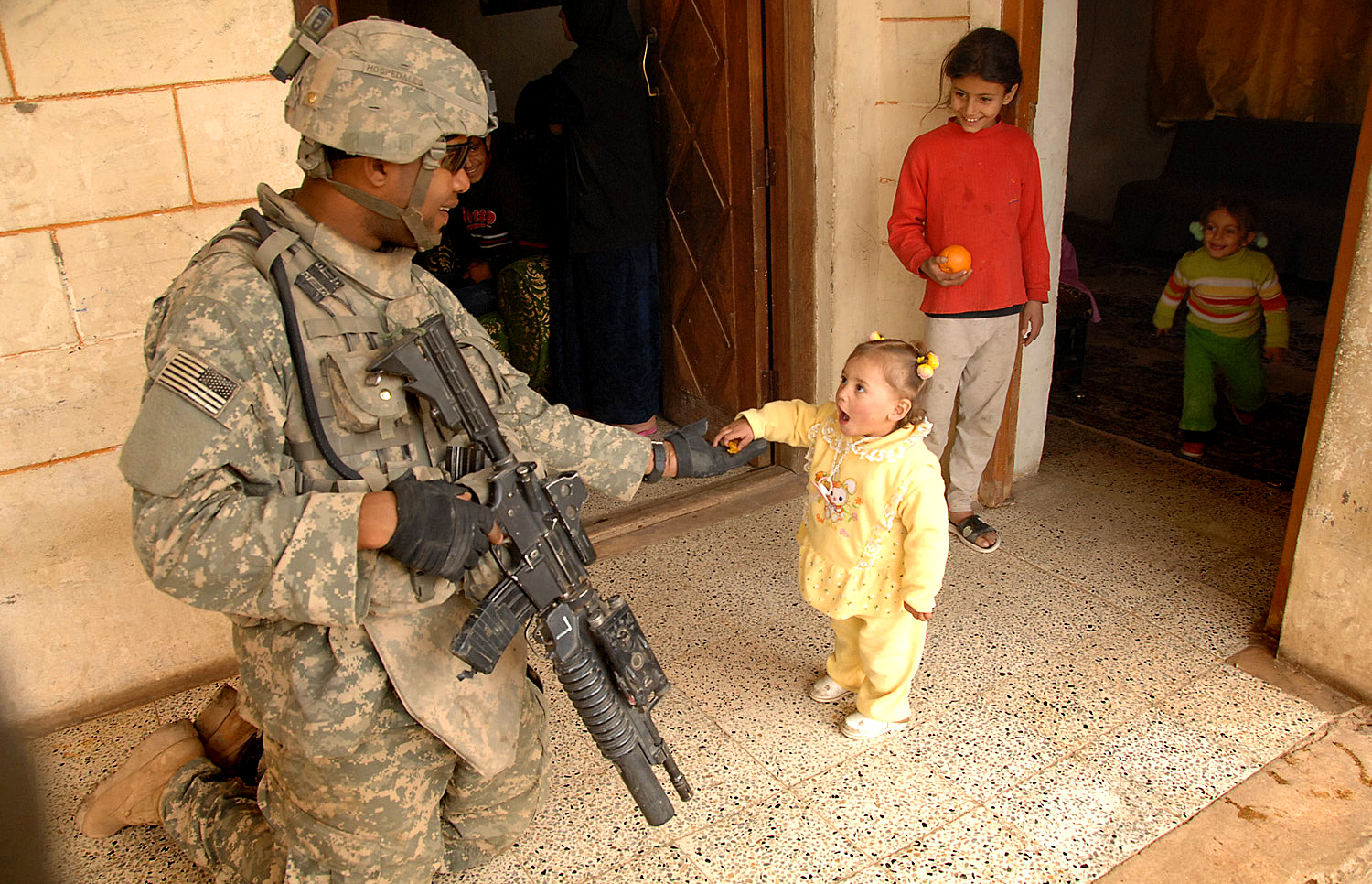
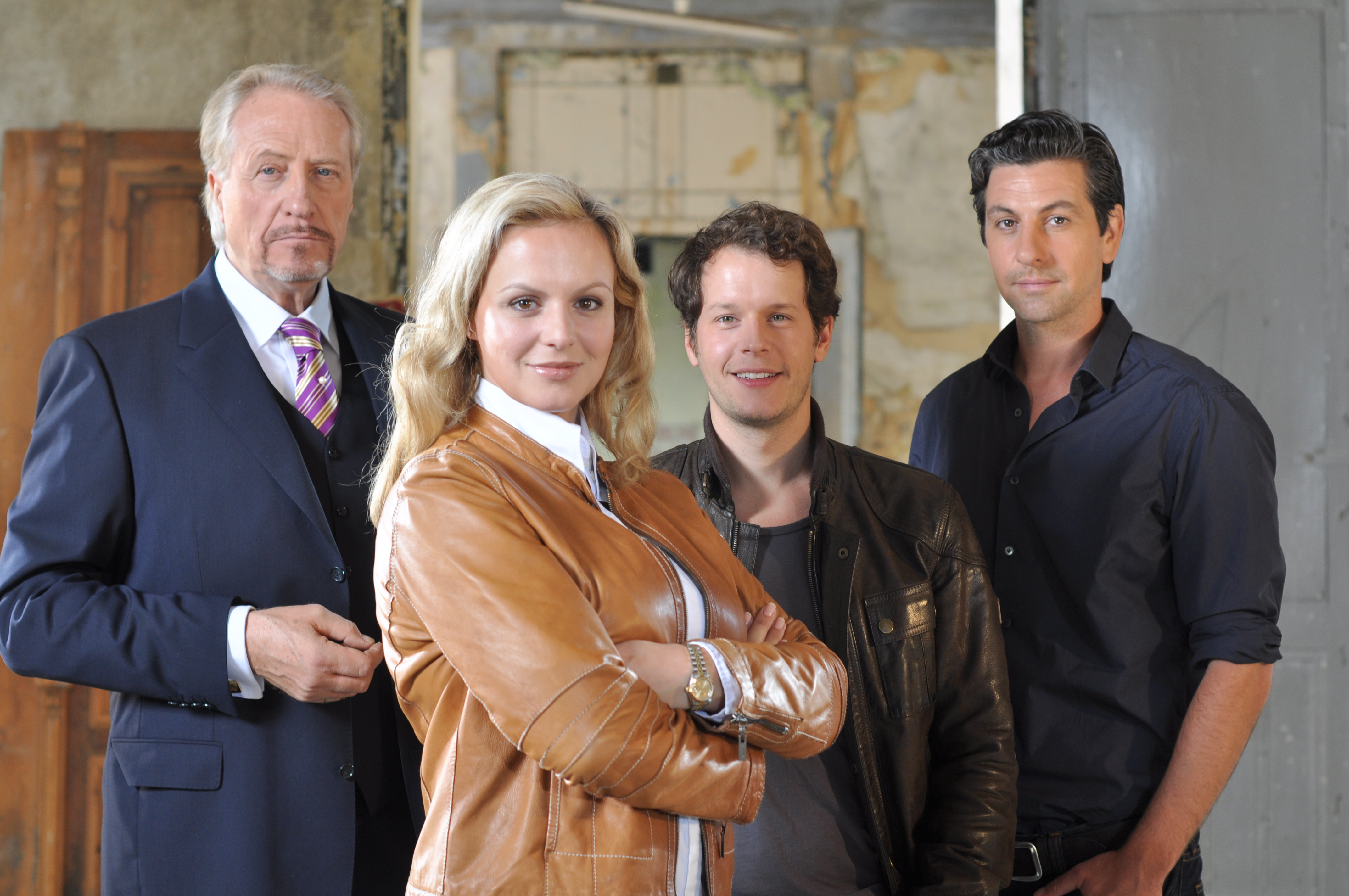